# Ehr is Dwang gnog
Ehr is Dwang gnog, d. h. „Ehre ist Zwang genug“, ist ein geflügeltes Wort in Westfalen. Es steht über dem Kamin des Krameramtshauses in Münster und drückt das stolze Selbstverständnis der Westfalenmetropole aus, lebt aber auch anderswo im Begriff ehrbarer Kaufmann fort.

## Geschichte
Seit wann dies das Motto der Kaufmannschaft zu Münster ist, kann nicht mehr festgestellt werden. Bereits Erbmännerfamilien, die Münster im Mittelalter allein regierten und in der Hanse vertraten, benutzten es, denn der aus einem solchen Geschlecht stammende Everwin von Droste zu Hülshoff zitierte es bei der Deutung des Familienwappens. Die Gilden, die ab dem 16. Jahrhundert die Stadt mit regierten, übernahmen es im Gildensaal des Krameramtshauses, neben dem sich der frühere „Hülshoffer Hof“ befand. Dieser Saal wurde wahrscheinlich von Wilhelm Ferdinand Lipper im Jahre 1771 mit Stuck umgestaltet. Über der Ofennische im großen Saal war ein Stuckzier von Lorbeer- und Eichengeäst angebracht. Ein Kranz war in der Mitte gewunden, auf dem die Devise zu lesen war. Als das unverrückbare Inventar im Zweiten Weltkrieg verloren ging, wurde bei der Neugestaltung des Krameramtshauses dieser Spruch wieder über dem Kamin angebracht.

## Zitate
„Münster ist eine Stadt in deren Wappen man die Worte schreiben möchte; die im Gildensaale des Krämeramtshauses über dem Kamine stehen: Ehr is dwang nog – Ehre ist Zwang genug. Der Freie, und das ist nach der damaligen Auffassung der Edle, erträgt keinen Zwang, aber er zwingt sich selbst.“

„Damals reichte ein einziger Satz, eine Selbstverpflichtung zur ehrbaren Abwicklung der Geschäfte, um die Beziehung der Kaufleute untereinander und mit ihren Kunden zu regeln … Die Ehre scheint auf Dauer nicht genug Zwang gewesen zu sein, sonst gäbe es heute nicht so viele Gesetzbücher, die fast jedes Detail regeln. Die Frage ist nur, war es der Verfall der guten Sitten, der den Staat dazu gebracht hat, sich mit Gesetzen und Verordnungen in jede Geschäftsbeziehung einzumischen, um Unternehmen und Kunden Sicherheit zu geben? Oder hat der Staat gar mit seiner ungezügelten Regelungswut das ehrbare Handeln durch juristische Spitzfindigkeit verdrängt?“

„Dazwischen lesen wir von ‚Vorbildern‘, ‚Integrität‘, ‚sozialer Kompetenz‘, ‚Fairness‘, ‚Fleiß‘, ‚Zielstrebigkeit‘, ‚Gemeinwohl‘, schließlich sogar von ‚Glaubwürdigkeit‘. Das Ganze gipfelt in dem alten – natürlich westfälischen – Motto: ‚Ehr is Dwang gnog‘. Was soviel bedeutet wie: ‚Ehre ist Zwang genug‘. Ein toller Spruch! Er steht noch heute in großen Lettern auf goldgelben Grund in Münster – natürlich in Westfalen.“

„… zu einer Zeit, als wir uns in der größten Wirtschaftskrise nach dem Zweiten Weltkrieg befanden. Damals wurde nicht ohne Grund betont, welche Bedeutung die Ethik für die Wirtschaft hat. Für die Kaufleute Münsters gilt das aber seit mindestens 175 Jahren – schließlich heißt unser Wahlspruch ‚Ehr is Dwang gnog‘.“